# Östra Herrestads kyrka
Östra Herrestads kyrka är en kyrkobyggnad i Östra Herrestad. Den tillhör Gärsnäs församling i Lunds stift. Kyrkan kan ha varit helgad åt Sankt Clemens, vilket man antar utifrån ett upphittat sigil i den gamla prästgården.

## Kyrkobyggnaden
Kyrkan byggdes troligen ursprungligen under mitten av 1100-talet, uppförd i romansk stil. Sydportalen är ursprunglig. Dess tympanon bär texten Carl Stenmester scar denna sten. Det är denna inskription som är  källan till CarlStenmästares namn.
Under 1400-talet slogs valven men kyrkan hade troligtvis innan ett högt platt tak.
Åren 1888–1889 byggdes kyrkan ut, som så många andra. Den förlängdes då västerut och fick det nuvarande tornet.
Kyrkan inhägnas av häck och murverk.

### Kalkmålningar

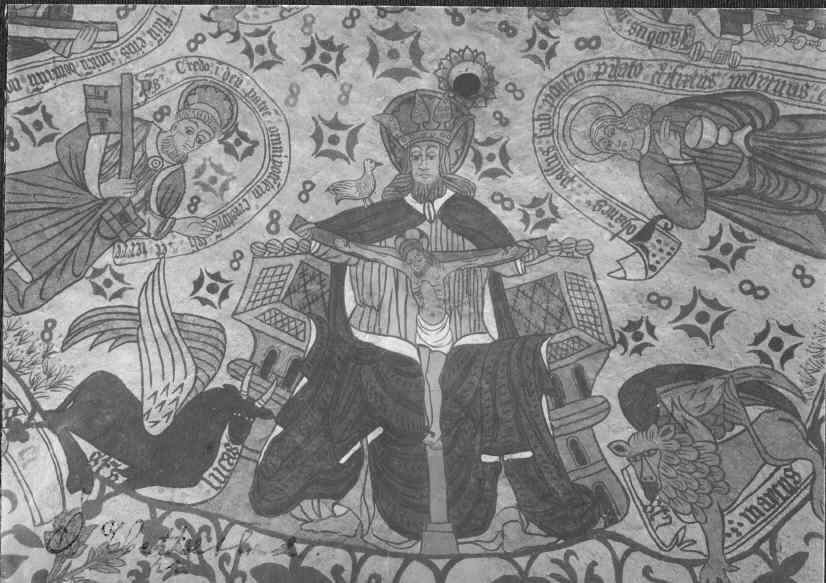
Målning utförd av Östra Herrestadsmästaren.

I kyrkan finns många kalkmålningar från sent 1400-tal, utförda av Östra Herrestadsmästaren. Kalkmålningarna vitkalkades senare, och återupptäcktes i februari månad 1885 under ett äldre kalklager när Amanuensen G. J:n Karlin från kulturhistoriska samlingarna i Lund på uppdrag av Vitterhets-historie- och antikvitetsakademien, gjorde en resa i sydöstra Skåne. Kalkmålningarna anses mycket värdefulla, då bildprogrammet är i stort sett intakt. Under kyrkans renovering år 1888-89 gjordes det hårdhänta renoveringar av kalkmålningarna av Jacob Silvén, som målade över de gamla kalkmålningarna och gjorde egna schablonmålningar istället. Detta återställdes år 1933 av konservator Hans Erlandsson.
Ovanför valven, på kyrkans vind på södra korväggen, finns det rester av målningar från innan valven slogs. Dessa målningar är daterade till före 1400-talet.

## Inventarier
- Dopfunten av älvdalsporfyr är troligen skulpterad under 1300-talet.[2]
- Ett krucifix i dåligt skick från 1200-talet finns bevarat på Lunds universitets historiska museum.[1]

### Orgel
- 1888 byggde Carl August Johansson, Hovmantorp en orgel med 8 stämmor.
- Den nuvarande orgeln byggdes 1934 av A. Mårtenssons Orgelfabrik AB, Lund och är en pneumatisk orgel. Orgeln har fria kombinationer, fasta kombinationer och automatisk pedalväxling.

| Manual I     | Manual II           | Pedal       | Koppel   |
| Principal 8´ | Rörflöjt 8´         | Subbas 16´  | I/P      |
| Gedackt 8'   | Salicional 8'       | Oktavbas 8´ | II/P     |
| Oktava 4'    | Flöjt 4'            |             | II/I     |
| Oktava 2'    | Sesquialtera 2 chor |             | I 4'/I   |
|              |                     |             | II 16'/I |
|              |                     |             | II 4'/I  |